# Гвичин

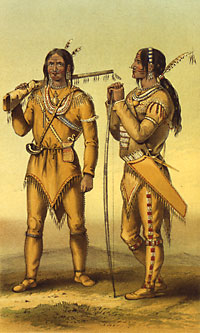
Охотники Гвичин в Форте Юкон. Изображение Александра Хантера Мюррея (Alexander Hunter Murray). 1847 год

Гвичин (также кучинский язык, тукуд; самоназвание — Dinju Zhuh K’yuu) — атабаскский язык семьи на-дене, на котором говорит индейский народ кучин (самоназвание — гвичин), проживающий в Северо-Западных территориях, Юконе (Канада) и Аляске (США).
Гвичин — один из официальных языков Северо-Западных территорий.

## Распространение
По данным переписи 2011 года, в Канаде носителей языка гвичин было 370 чел. (22 % этнической группы); в США, по данным исследования 2007 года, — 300 чел.
Язык распространён в 17 общинах:
- Аляска
  - Бивер
  - Серкл
  - Форт-Юкон (кучины гвичьяа)
  - Чалкитсик (драаджник)
  - Берч-Крик (деднуу)
  - Арктик-Виллидж (дихаи, вашраи-хоо и нецаии)
  - Венити (нецаии)
  - Игл-Виллидж (44 % — вунтут)

- север территории Юкон (Канада)
  - Олд-Кроу (вунтут)

- северо-запад Северо-Западных территорий (Канада)
  - Инувик (Nihtat Gwich’in)
  - Аклавик (Ehdiitat Gwich’in)
  - Форт-Макферсон (кучины тетлит)
  - Цигетчик (гвичья)

## Диалекты
К началу XX века в языке гвичин выделялись следующие диалекты:
- западное наречие:
  - блэк-риверский диалект (драаджник; Draanjik) — по рекам Блэк и Салмон;
  - юкон-флэтский, или форт-юконский (гвичьяа; Gwichyaa) — долина реки Юкон к востоку от реки Шандалар;
  - шандаларский (нецаии; Neetsaii; ранее — жан-дю-ларж) — бассейн реки Шандалар;
  - дихаи (Di’haii) — к западу и северо-западу от реки Шандалар;
  - вашраи-хоо (Vashraii Khoo);
  - бёрч-крикский (деднуу; Denduu) — горы к югу от верховьев Бёрч-Крик;
- переходная группа: флэт-кроуский диалект (вунтут; Vuntut) — среднее течение реки Поркьюпайн;
- восточное наречие:
  - арктик-ред-риверский диалект (гвичья; Gwichya) — в дельте реки Маккензи и на восток до реки Андерсон;
  - пил-риверский (тетлит; Teetl’it) — в районе реки Пил к западу от низовьев Маккензи;
  - верхне-поркьюпайнский — в верховьях реки Поркьюпайн.

## Письменность
Письменность языка гвичин — на основе латинского алфавита; в настоящее время используются все его буквы и дополнительно буква Ł; буквы b, p и x используются только в заимствованных словах, в то время как буква c используются только в диграфе ch и самостоятельно никогда не встречается.
Используются также диакритические знаки:
- назализация помечается огонэком — ą; в старой орфографии для обозначении назализации использовалась точка, которая ставилась под буквой[5];
- низкий тон помечается грависом — à (высокий тон на письме ничем не помечается);
- трема (диерезис) используются, чтобы показать, что два гласных читаются отдельно, а не как дифтонг — ndonyäej «конец»[5].

## Фонетика и фонология

### Согласные
Согласные звуки языка гвичин (с обозначением МФА):
|               |                | Губные | Межзубные  | Альвеолярные | Альвеолярные      | Ретрофлексные | Палатальные | Заднеязычные | Заднеязычные | Глоттальные |
| Передние      | Боковые        | Губные | Межзубные  |              | Лабиализированные | Ретрофлексные | Палатальные |              |              | Глоттальные |
| ------------- | -------------- | ------ | ---------- | ------------ | ----------------- | ------------- | ----------- | ------------ | ------------ | ----------- |
| Носовые       | Звонкие        | m /m/  |            | n /n/        |                   |               |             |              |              |             |
| Носовые       | Глухие         |        |            | nh /n̥/       |                   |               |             |              |              |             |
| Взрывные      |                | b /p/  |            | d /t/        |                   | dr /ʈ/        |             | g /k/        | gw /kʷ/      | ’ /ʔ/       |
| Взрывные      | С придыханием  |        |            | t /tʰ/       |                   | tr /ʈʰ/       |             | k /kʰ/       | kw /kʷʰ/     |             |
| Взрывные      | Абруптивные    |        |            | t’ /tʼ/      |                   | tr’ /ʈʼ/      |             | k’ /kʼ/      |              |             |
| Взрывные      | Назализованные |        |            | nd /ⁿd/      |                   |               |             |              |              |             |
| Аффрикаты     |                |        | ddh /tθ/   | dz /ts/      | dl /tɬ/           |               | j /tʃ/      |              |              |             |
| Аффрикаты     | С придыханием  |        | tth /tθʰ/  | ts /tsʰ/     | tl /tɬʰ/          |               | ch /tʃʰ/    |              |              |             |
| Аффрикаты     | Абруптивные    |        | tth’ /tθʼ/ | ts’ /tsʼ/    | tl’ /tɬʼ/         |               | ch’ /tʃʼ/   |              |              |             |
| Аффрикаты     | Назализованные |        |            |              |                   |               | nj /ⁿdʒ/    |              |              |             |
| Фрикативные   | Звонкие        | v /v/  | dh /ð/     | z /z/        |                   | zhr /ʐ/       | zh /ʒ/      | gh /ɣ/       | ghw /ɣʷ/     |             |
| Фрикативные   | Глухие         | f /f/  | th /θ/     | s /s/        | ł /ɬ/             | shr /ʂ/       | sh /ʃ/      | kh /x/       |              | h /h/       |
| Аппроксиманты | Звонкие        |        |            |              | l /l/             | r /ɻ/         | y /j/       |              | w /w/        |             |
| Аппроксиманты | Глухие         |        |            |              |                   | rh /ɻ̥/        |             |              |              |             |

### Гласные
- Краткие:
  - a [a];
  - e [e];
  - i [i];
  - o [o];
  - u [u].
- Долгие:
  - aa [aː];
  - ee [eː];
  - ii [iː];
  - oo [oː];
  - uu [uː].

### Дифтонги
Имеется 5 дифтонгов: oo, ei, oi, ui и ou.

## Морфология

### Части речи
В языке гвичин выделяются следующие части речи: существительное, местоимения, прилагательное, глагол, наречие, предлог, союз и междометие.

#### Местоимение
| Лицо   | Число         | Падеж        | Слово                 |
| ------ | ------------- | ------------ | --------------------- |
| Первое | Единственное  | Именительный | si «я»                |
| Второе |               |              | nun «ты»              |
| Третье |               |              | attun «она/она/оно»   |
| Первое | Множественное |              | nyiwhon «мы»          |
| Второе |               |              | ei nyiwhon «вы»       |
| Третье |               |              | kuttettun «они»       |
| Первое | Единственное  | Родительный  | setsun «мой»          |
| Второе |               |              | nyitsun «твой»        |
| Третье |               |              | vutsun «его/её»       |
| Первое | Множественное |              | nyiwhotsun «наш»      |
| Второе |               |              | ei nyiwhontsun «ваш»  |
| Третье |               |              | kotsun «их»           |
| Первое | Единственное  | Объектный    | nyit tsut «мне»       |
| Второе |               |              | nyit tsut «тебе»      |
| Третье |               |              | attun tsut «ему/ей»   |
| Первое | Множественное |              | nyiwhot tsut «нам»    |
| Второе |               |              | ei nyiwhot tsun «вам» |
| Третье |               |              | kuttettun tsut «им»   |

#### Существительное

##### Число
Существительное имеет два грамматических числа: единственное и множественное. Множественное число образуется путём добавления окончаний -nut или -kthut: tinjih «мужчина» — tinjihnut «мужчины».
Некоторые существительные могут быть только в единственном числе — обычно это объекты живой природы: anetsid «пчела», neggoi «лягушка», tutchun «дерево» и т. п.

#### Прилагательное

##### Степени сравнения
В языке гвичин имеется 3 степени сравнения прилагательных: обычная, сравнительная и превосходная, которые образуются аналитически, то есть перед прилагательным/наречием или после него ставится слово, обозначающее степень:
- nirzį «хороший» — kwiyendo nirzį «лучше» — irsit tsurt nirzį «самый лучший»;
- chintssi «великолепный» — kwiyendo chintssi «великолепнее» — irsit tsurt chintssi «великолепнейший»;
- kwinttluth «много» — kwinttluth kwiyendo «больше» — kwinttluth «больше всего» и т. п.